# Cụm Thám Hiểm
Cụm Thám Hiểm hay cụm An Bang là một tập hợp các thực thể địa lí ở phía nam của quần đảo Trường Sa. Cụm này không có đảo san hô nào ngoài một cồn cát nổi bật là đảo An Bang. Phần lớn thực thể của cụm này tạo thành một vòng cung lớn với phần lõm hướng về phía đông nam, trải dài từ đá Sác Lốt, qua đá Công Đo đến bãi Trăng Khuyết gần sát với Philippines. Một máng biển ngăn cách vòng cung này với thềm lục địa của đảo Borneo.

## Danh sách các thực thể địa lý thuộc cụm Thám Hiểm

### Các thực thể do Việt Nam quản lý
| Tên             | Tên nước ngoài | Năm chiếm đóng      | Diện tích | Tọa Độ                                        | Ảnh vệ tinh |
| --------------- | --- | ------------------- | --------- | --------------------------------------------- | ----------- |
| Đảo An Bang     | Tiếng Anh: Amboyna Cay; tiếng Filipino: Calantiyaw; tiếng Mã Lai: Pulau Amboyna Kecil; tiếng Trung: 安波沙洲; bính âm: Ānbō shāzhōu, Hán-Việt: An Ba sa châu. | 10 tháng 3 năm 1978 | 2 ha      | 7°53′31″B 112°55′17″Đ / 7,89194°B 112,92139°Đ |             |
| Bãi Thuyền Chài | Tiếng Anh: Barque Canada Reef; tiếng Filipino: Magsaysay; tiếng Mã Lai: Terumbu Perahu; tiếng Trung: 柏礁; bính âm: Bǎi jiāo, Hán-Việt: Bách tiêu.            | 5 tháng 3 năm 1987  | 240 ha    | 8°10′B 113°18′Đ / 8,167°B 113,3°Đ             |             |

### Các thực thể do Malaysia quản lý
| Tên           | Tên nước ngoài | Năm chiếm đóng    | Diện tích | Tọa Độ                                        | Ảnh vệ tinh |
| ------------- | --- | ----------------- | --------- | --------------------------------------------- | ----------- |
| Đá Hoa Lau    | Tiếng Anh: Swallow Reef; tiếng Malay: Terumbu Layang-Layang nghĩa là "rạn san hô Chim", phần đảo nhân tạo gọi là Pulau Layang-Layang nghĩa là "đảo Chim"; tiếng Trung: 弹丸礁; bính âm: Dànwán jiāo, Hán-Việt: Đạn Hoàn tiêu, còn đảo nhân tạo được gọi là 拉央拉央岛, bính âm: Lāyāng lāyāng dǎo, Hán-Việt: Lạp Ương Lạp Ương đảo. | tháng 5 năm 1983  | 35 ha     | 7°22′25″B 113°49′37″Đ / 7,37361°B 113,82694°Đ |             |
| Bãi Kiêu Ngựa | Bãi Kiêu Ngựa: tiếng Anh: Ardasier Bank; tiếng Mã Lai: Permatang Ubi; tiếng Trung: 安渡滩; bính âm: Āndù tān; Hán-Việt: An Độ than. Đá Kiêu Ngựa: tiếng Anh: Ardasier Reef; tiếng Mã Lai: Terumbu Ubi; tiếng Trung: 光星仔礁; bính âm: Guāngxīngzǐ jiāo; Hán-Việt: Quang Tinh Tử tiêu; Tiếng Filipino: Antonio Luna.                | tháng 11 năm 1986 |           | 7°42′B 114°10′Đ / 7,7°B 114,167°Đ             |             |
| Đá Kỳ Vân     | Tiếng Anh: Mariveles Reef; tiếng Mã Lai: Terumbu Mantanani; tiếng Trung: 南海礁; bính âm: Nánhǎi jiāo; Hán-Việt: Nam Hải tiêu | tháng 11 năm 1986 |           | 7°59′38″B 113°53′42″Đ / 7,99389°B 113,895°Đ   |             |
| Đá Én Ca      | Tiếng Anh: Erica Reef; tiếng Filipino: Gabriela Silang; tiếng Mã Lai: Terumbu Siput; tiếng Trung: 簸箕礁; bính âm: Bòji jiāo; Hán-Việt: Bá Ky tiêu | tháng 5 năm 1999  |           | 8°6′22″B 114°8′1″Đ / 8,10611°B 114,13361°Đ    |             |
| Bãi Thám Hiểm | tiếng Anh: Investigator Shoal; tiếng Filipino: Pawikan; tiếng Mã Lai: Terumbu Peninjau; tiếng Trung: 榆亚暗沙; bính âm: Yúyà ànshā; Hán-Việt: Du Á ám sa | tháng 6 năm 1999  |           | 8°7′21″B 114°41′54″Đ / 8,1225°B 114,69833°Đ   |             |

### Các thực thể do Philippines quản lý
| Tên        | Tên nước ngoài | Năm chiếm đóng      | Diện tích | Tọa Độ                                        | Ảnh vệ tinh |
| ---------- | --- | ------------------- | --------- | --------------------------------------------- | ----------- |
| Đá Công Đo | Tiếng Anh: Commodore Reef; tiếng Filipino: Rizal; tiếng Mã Lai: Terumbu Laksamana; tiếng Trung: 司令礁; bính âm: Sīlìng jiāo, Hán-Việt: Tư lệnh tiêu | 26 tháng 7 năm 1980 |           | 8°21′42″B 115°13′16″Đ / 8,36167°B 115,22111°Đ |             |

### Các thực thể chưa bị chiếm đóng
| Tên              | Tên nước ngoài | Ghi chú | Diện tích | Tọa Độ                                        | Ảnh vệ tinh |
| ---------------- | --- | ------- | --------- | --------------------------------------------- | ----------- |
| Bãi Phù Mỹ       | Tiếng Anh: Investigator Northeast Shoal hay Northeast Investigator Shoal; tiếng Filipino: Dalagang Bukid; tiếng Trung: 海口礁; bính âm: Hǎikǒu jiāo, Hán-Việt: Hải Khẩu tiêu. |         |           | 9°10′35″B 116°27′37″Đ / 9,17639°B 116,46028°Đ |             |
| Bãi Trăng Khuyết | Tiếng Anh: Half Moon Shoal; tiếng Filipino: Hasa-Hasa; tiếng Trung: 半月礁; bính âm: Bànyuè jiāo, Hán-Việt: Bán Nguyệt tiêu.                                                  |         |           | 8°54′0″B 116°16′30″Đ / 8,9°B 116,275°Đ        |             |
| Đá Suối Cát      | Tiếng Anh: Dallas Reef; tiếng Mã Lai: Terumbu Laya; tiếng Trung: 光星礁; bính âm: Guāngxīng jiāo; Hán-Việt: Quang Tinh tiêu                                                   |         |           | 7°37′12″B 113°47′41″Đ / 7,62°B 113,79472°Đ    |             |
| Đá Sác Lốt       | Tiếng Anh: Royal Charlotte Reef; tiếng Mã Lai: Terumbu Samarang Barat Besar; tiếng Trung: 皇路礁; bính âm: Huánglù jiāo; Hán-Việt: Hoàng Lộ tiêu.                             |         |           | 6°56′30″B 113°34′47″Đ / 6,94167°B 113,57972°Đ |             |
| Đá Louisa        | Tiếng Anh: Louisa Reef; tiếng Mã Lai: Terumbu Semarang Barat Kecil; tiếng Trung: 南通礁; bính âm: Nántōng jiāo, Hán-Việt: Nam Thông tiêu                                      |         |           | 6°20′0″B 113°14′0″Đ / 6,33333°B 113,23333°Đ   |             |